# Vacuum
Vacuum — назва шведського колективу, що працює в стилі synthpop. В даний час колектив представляють Маттіас Ліндблум та Андерс Вольбек. Вони познайомилися в 1996 році, тоді ж група записала свій перший альбом.
Група працює у власній студії «Home», розташованої в центральній частині Стокгольма, і часто гастролюють по всьому світу.
Як композитори, Маттіас Ліндблум та Андерс Вольбек написали хіти для багатьох відомих груп і артистів, наприклад: Monrose, Тар'я Турунен, Рейчел Стівенс, Гару та інших.
У число їх співавторів входять Wane Hector, Daniel Presley, Billy Mann, Gary Barlow, Уве Фаренкрог-Петерсен і Troy Verges серед інших виконавців, широко відомих у європейській музичній сфері.

## Історія
Група була заснована в 1994 році продюсерами Олександром Бардом та Андерсом Вольбек. Проте діяльність Vacuum, як музичного колективу, почалася тільки в 1996 році. Ця дата вважається датою народження групи.
Історія групи може бути розділена на два періоди: до відходу з колективу його засновника Олександра Барда в 1999 році і після, коли фронтмен і соліст групи Маттіас Ліндблум став новим лідером Vacuum.

### Період Барда (1994—1999)
Перша назва групи - Vacuum Cleaner (дослівно «пилосос»), придумане Бардом і Волльбеком, було скорочено до Vacuum на користь благозвучності, «наукового підходу» і «прогресивності» — за первісною задумом група повинна була грати суто інструментальну електронну симфонічну музику. Лише пізніше було вирішено додати вокал. Як кандидатура вокаліста розглядався співак Васа Біг Мані (швед. Vasa Big Money). Надалі Васа буде брати участь у діяльності Vacuum під псевдонімом Ларс-Іньве Йоханссон (швед. Lars-Yngve Johansson) (наприклад, йому належить авторство пісні «Illuminati»).
Вперше назва групи фігурує на обкладинці альбому Glory, Glamour and Gold шведського поп-квартет а Army Of Lovers в зв'язку з продюсуванням двох пісень «Lit De Parade», « Shine Like A Star». Проте Vacuum до 1996 року, коли Олександр Бард покинув групу Army Of Lovers залишається все ще лише проектом.
Восени 1996 в одному з клубів Стокгольма Бард, зайнятий пошуком музикантів для Vacuum зустрічає Маттіаса Ліндблума, соліста групи Ceycamore Leaves. Знайомий з творчістю Ceycamore Leaves Бард запрошує Маттіаса взяти участь в його музичному проекті. Останньою до проекту підключається клавішниця і телеведуча Марина Шіпченко.
В грудні 1996 років виходить перший сингл «I Breathe». В 1997 році кліп знятий на цю пісню був названий найкращим кліпом року.
14 лютого 1997 року виходить перший альбом групи, названий «The Plutonium Cathedral». В ньому, крім характерного електронного поп-звучання яскраво простежуються вплив симфонічної музики. Музичний матеріал багатий оркестровими аранжуваннями, Ліндблум часто переходить на оперний вокал.
20 травня виходить другий сингл з альбому «The Plutonium Cathedral» «Pride In My Religion», який мав величезний успіх у слухачів. На хвилі успіху Vacuum вирушають в перше європейське турне.
В 1998 році група випускає сингл «Tonnes Of Attraction» з другого альбому «Seance At The Chaebol». Кліп на цю пісню транслюється MTV, а Vacuum отримує нагороду SEMA (Премія шведської електронної музики). Навесні, випустивши черговий сингл «Let The Mountain Come To Me» група їде на гастролі по Східній Європі, в тому числі Росії та Україна.
Затримка виходу другого альбому пояснювалася музикантами тим, що вони хотіли, щоб їхній новий альбом сприймався інакше, ніж попередній. Нарешті після деяких проблем із звукозаписною компанією Stockholm Records, альбом «Seance At The Chaebol» був випущений в первісному варіанті в Росії та Італії.
Перші два альбоми, можна охарактеризувати як класичну європейську поп-музику, тексти пісень якої, під впливом Олександра Барда, мали яскраво виражену соціально-політичне забарвлення, зачіпали теми релігії і астрономії, що було досить незвично для музики в стилі сінті-поп.
Сценічні виступи групи в той момент представляють досить статичне видовище. На довершення до всього, на прохання Барда англійський дизайнер Саллі О'Селіван розробила стиль одягу, зачіски і грим учасників групи: мінімалістичні чорні костюми, «дизайнерські» зачіски, чорний лак на нігтях, андрогінний імідж соліста.

### Період Ліндблума (з 1999)
В 1999 році засновник Vacuum Олександр Бард покидає групу, заради занять літературною діяльністю і новим танцювальним проектом Alcazar. Його місце займають два сесійних музиканта, з якими група знову відправляється в турне по Росії.
У відсутності нового матеріалу, постачальником якого був Бард, Ліндблум об'єднується з Андерсом Волльбеком з метою написання пісень для Vacuum. В цей же час новий розвиток отримує конфлікт групи зі Stockholm Records. Компанія розриває договір з Vacuum, мотивуючи свій вчинок тим, що не бачить подальших перспектив розвитку групи — крім, практично не приносить доходів, популярності в Східній Європі, дует Ліндблума і Марини мало кого цікавить на Заході.
Таким чином, нова, «шведська» версія альбому «Seance At The Chaebol», що отримала назву «Culture Of Night» була випущена відразу трьома компаніями Epicentre, Cheiron і Sony в 2000 році. Альбом виглядав як компіляція з старих, трьох нових (одна з них, «My Melting Mood» належить творчому союзу Wollbeck — Lindblom) і двох ремастерингованих композицій. Втім, не отримавши належного промоушна альбом не мав значного успіху.
Практичний провал «Culture Of Night», як фінал попередніх проблем з Бардом і Stockholm Rec. підштовхнув учасників Vacuum до думки про безглуздість подальшого існування проекту. Маттіас і Марина опублікували лист, звернений до фанатів групи, загальний зміст якого зводився до того, що члени групи тимчасово призупиняють студійну діяльність, зосередившись на сольній діяльності. Також були обіцяні концерти Vacuum, які так і не відбулися.
Наприкінці 1999 року, підписавши контракт з компанією Subspace Communications, Vacuum випускають EP «Icaros». Цей сингл виявився останнім, у записі якого брала участь Марина Шипченко.
На хвилі зростання чуток про те, що Маттіас зайнятий поп-проектом із значним романтичним ухилом, Марина, в свою чергу, також вирішує покинути групу, щоб приділяти більшу кількість часу сім'ї і арт-проектам (Шипченко є співвласником галереї сучасного мистецтва в Стокгольмі). Згодом вона буде запрошена Бардом в його новий проект Bodies Without Organs.
 Vacuum замовкає на два роки.

### Повернення групи (2002)
6 травня 2002 року, мовчання було перервано. На прилавки музичних магазинів ліг сингл «Starting (Where the story ended)», тим самим задекларувавши, що група перейшла на новий виток свого творчого шляху: новий склад, нова музика, нові ідеї і новий вигляд групи. На підкріплення цієї заяви, у тому ж році 14 жовтня був перевипущений у країнах Скандинавії, перезведений і доповнений двома новими треками, альбом «Culture Of Night». На концертних виступах Марину Шіпченко замінює гітарист.
На початку 2004 року виходить новий сингл «Fools Like Me», що позначив вектор подальшого розвитку Vacuum. Наступну за ним в тому ж році сингл «They Do It» тільки підтвердив видиме зміщення від геополітики та релігії в бік рефлексії і особистих переживань.
20 вересня 2004-го виходить новий альбом, названий «Вся Твоя Життя Веде до Цьому» (англ. Your Whole Life Is Leading Up to This), написаний спільно тандемом Wollbeck — Lindblom, що перейшов межу сінті-попа, аж до електронної, трансової та  техно-музики, разом з текстами про кохання та пошуку сенсу життя.
Після цього альбому пішли випуски синглу «The Void» (6 червня 2005), а потім «Six Billion Voices» (2006) і «Walk On The Sun» (2007). Останні два сингли передують вихід нового альбому, дата релізу якого поки не відома (тим не менше, в німецькому перевиданні «Your Whole Life Is Leading Up to This» обидві пісні включені як бонус-треки).
Також Вольбек і Ліндблум ведуть активну музичну діяльність поза групою. Як композиторів вони співпрацюють з багатьма артистами по всьому світу. Тільки в 2007-му році вони встигли попрацювати з такими зірками, як Тар'я Турунен (для неї були написані пісні I Walk Alone, Die Alive ит.д.), Monrose (сингл What You Don't Know), Cinema Bizarre (пісні Heavensent, Get Off), Едітою Гірник і багатьма іншими.
У 2007 році Vacuum підписує контракт з російської компанією Icon Management на створення та видання нових альбомів. В цьому ж році Ліндблум пише пісню «Зараз або ніколи» для російського виконавця Олексія Воробйова, яка увійшла в саундтрек фільму «Нульовий Кілометр» (2007).
З квітня 2008 група співпрацює з німецьким піаністом Міхаелем Цланабітнігом. Результат цього союзу до сих пір не випущений на звукових носіях, але доступний в Інтернеті. Влітку цього ж року Vacuum випускають пісню, записаних дуетом з Марчелло Детройт (англ. Marcella Detroit) «My Friend Misery».

## Дискографія

### Альбоми
- 1997 - The Plutonium Cathedral
- 1998 - Seance at the Chaebol
- 2000 - Culture of Night (три нові пісні + дві оновлені пісні, реліз тільки для Росії)
- 2002 - Culture of Night (ще дві нові пісні)
- 2004 - Your Whole Life Is Leading Up to This
- 2007 - Your Whole Life Is Leading Up to This (п'ять нових бонустреков + відео, реліз тільки для Німеччини)

### Сингли
- I Breathe (1996)
- I Breathe (1997)
- Science of the Sacred (1997)
- Pride in My Religion (1997)
- Tonnes of Attraction (1998)
- Let the Mountain Come to Me (1998)
- Icaros (2000)
- Starting (Where the Story Ended) (2002)
- Fools Like Me (2004)
- They Do It (2004)
- The Void (2005)
- Six Billion Voices (2006)
- Walk On The Sun (2007)
- Know By Now / My Friend Misery (2008)
- Where Angels Belong (2009)
- The Ocean (2009)
- Black Angels (2011)

### Невипущені пісні
- Open My Eyes

## Відеокліпи
Переважна більшість кліпів були випущені тільки для телебачення і не видавалися офіційно.
- I Breathe (1997)
- Science Of the Sacred (1997)
- Pride In My Religion (1998)
- Tonnes Of Attraction (1998)
- Let The Mountain Come To Me (1998)
- Icaros (1999)
- Starting (Where The Story Ended) (2002)
- Fools Like Me (2004)
- They Do It (2004)
- Know By Now (2008)

## Учасники
- Маттіас Ліндблум - вокал
- Андерс Вольбек - синтезатор, гітара, програмування

### Колишні учасники
- Марина Шипченко - синтезатор и  (1996—2000)
- Олександр Бард - баси, комп'ютер и (1996—1999)

## Цікаві факти
- Пісня «Tin Soldiers» випущена на альбомі «The Plutoniun Cathedral» спочатку входила в репертуар групи Маттіаса Ліндблума Ceycamore Leaves.
- Роль Червоного Кардинала в кліпі на пісню «Pride in my religion», а також роль вченого у відеокліпі на пісню «I Breathe» виконує Андерс Вольбек.
- Під час гастролей по країнам Балтії, Росії та Україна Vacuum були здивовані тією шаленою популярністю, яку група мала у цих країнах, де загальні продажі дисків не перевищували 100 примірників. Незабаром з'ясувалося, що своєю популярністю Vacuum «зобов'язані» аудіопіратів, що продав близько 8 мільйонів нелегальних дисків групи.
- Після того, як в 1999 році Олександр Бард покинув Vacuum, Ліндблум і Шіпченко продовжували стверджувати, що він все ще бере участь в діяльності групи. Хоча це не було правдою. Бард відійшов від написання пісень для Vacuum і впритул зайнявся продюсуванням Alcazar.
- Альбоми «Seance at the Chaebol» і «Culture of Night» не виходили в Швеції через конфлікт групи із звукозаписною компанією.
- Пісня «Starting (Where The Story Ended)» була написана Вольбек і Ліндблумом в машині, по дорозі на концерт групи Slipknot.